# Regalia: The Three Sacred Stars
Regalia: The Three Sacred Stars (レガリア Regaria Za Surī Seikuriddo Sutāzu?) es una serie de anime producida por Actas, dirigida por Susumu Tosaka y escrita por Keigo Koyanagi, mostrando diseños de personajes de Kimitake Nishio. Se estrenó el 7 de julio de 2016. Infinite y Bandai Namco Entertainment fueron parte del comité de producción.

## Sinopsis
Hace 12 años, en el país de Rimguard, un gran incidente dejó un misterio sin resolver que ha comenzado a desaparecer de la memoria de la gente. El tiempo pasó, y las hermanas Yui y Rena viven una vida pacífica en el Imperio Enastoria, pero se vieron involucradas en un vórtice del destino cuando un robot gigante atacó Enastoria.

## Personajes

### Principales
Yuinshiel Asteria (ユインシエル・アステリア Yuinshieru Asuteria?) / Yui (ユイ Yui?)
Seiyū :Kaede Hondo
Magna Alecto (マグナ・アレクト Maguna Arekuto?) / Rena Asteria (レナ・アステリア Rena Asuteria?)
Seiyū: Ayane Sakura
Sara Kleis (サラ・クレイス Sara Kureisu?)
Seiyū: Yurika Kubo
Aurea Tisis (アウリア・ティシス Auria Tishisu?) / Tia Kleis (ティア・クレイス Tia Kureisu?)
Seiyū: Yui Ogura
Ingrid Tiesto (イングリッド・ティエスト Inguriddo Tiesuto?)
Seiyū: Asami Seto
Xeno Megaera (ゼノ・メガエラ Zeno Megaera?) / Kei Tiesto (ケイ・ティエスト Kei Tiesuto?)
Seiyū: Nao Tōyama
Retsu Narumi (レツ・ナルミ Retsu Narumi?)
Seiyū: Hisako Kanemoto
Johann (ヨハン Yohan?)
Seiyū: Megumi Ogata
Aoi Konoe (アオイ・コノエ Aoi Konoe?)
Seiyū: Azumi Asakura
Naru Arisaka (ナル・アリサカ Naru Arisaka?)
Seiyū: Yuka Iguchi
Margaret Burnly (マーガレット・バーンリー Māgaretto Bānrī?)
Seiyū: Masako Katsuki
Jonathan Marshall (ジョナサン・マーシャル Jonasan Māsharu?)
Seiyū: Hiroshi Yanaka
Theodore Moore (テオドア・ムーア Teodoa Mūa?)
Seiyū: Hidenari Ugaki
Edmond Morales (エドモンド・モラレス Edomondo Moraresu?)
Seiyū: Taketora
Johnny Muppet (ジョニー・マペット Jonī Mapetto?)
Seiyū: Junji Majima
Abel Lundestad (アーベル・ルンテシュタット Āberu Runteshutatto?)
Seiyū: Atsushi Ono

## Anime
Un anime animado por Actas, se emitió del 7 de julio al 28 de julio de 2016 en AT-X y Tokyo MX siendo luego transmitido en Sun TV y BS Fuji. El opening es "Divine Spell" interpretado por TRUE, mientras el ending es "Patria" interpretado por Minami. Después de la emisión del episodios 4, el anime entró en hiato hasta el 1 de septiembre de 2016 para permitir más tiempo para mejoras en la calidad. La segunda versión se emitió desde el 1 de septiembre al 24 de noviembre de 2016.

### Lista de episodios
| Num. | Título                                 | Fecha de emisión                                                                 |
| ---- | -------------------------------------- | -------------------------------------------------------------------------------- |
| 1    | "Hermanas" "Shimai" (姉妹)             | 7 de julio de 2016 (primera versión) 1 de septiembre de 2016 (segunda versión)   |
| 2    | "Declaración" "Senkoku" (宣告)         | 14 de julio de 2016 (primera versión) 8 de septiembre de 2016 (segunda versión)  |
| 3    | "Sinceridad" "Magokoro" (真心)         | 21 de julio de 2016 (primera versión) 15 de septiembre de 2016 (segunda versión) |
| 4    | "Confianza fingida" "Kyosei" (虚勢)    | 28 de julio de 2016 (primera versión) 22 de septiembre de 2016 (segunda versión) |
| 5    | "Contraataque" "Hangeki" (反撃)        | 29 de septiembre de 2016                                                         |
| 6    | "Maquinaciones divinas" "Jinki" (神機) | 6 de octubre de 2016                                                             |
| 7    | "Pasado" "Kako" (過去)                 | 13 de octubre de 2016                                                            |
| 8    | "Regresando a casa" "Kikan" (帰還)     | 20 de octubre de 2016                                                            |
| 9    | "Herencia" "Keishō" (継承)             | 27 de octubre de 2016                                                            |
| 10   | "Aislamiento" "Koritsu" (孤立)         | 3 de noviembre de 2016                                                           |
| 11   | "Prisión" "Rōgoku" (牢獄)              | 10 de noviembre de 2016                                                          |
| 12   | "Reclamación" "Hyōryū" (奪還)          | 17 de noviembre de 2016                                                          |
| 13   | "Familia" "Kazoku" (家族)              | 24 de noviembre de 2016                                                          |